# Medicago trautvetterii
Medicago trautvetterii là một loài thực vật có hoa trong họ Đậu. Loài này được Sumnevicz, in Animadvers. miêu tả khoa học đầu tiên.